# 中澤矢束
中澤 矢束（なかざわ やつか、1973年10月25日 - ）は、日本のプロレス団体DRAGON GATEにおける音響、演出、ソングライター、音楽プロデューサー、ラジオパーソナリティ。神奈川県横浜市出身。DRAGON GATE RECORDS代表取締役兼プロデューサー。

## 人物
私立山手学院高等学校卒業。横浜でバンド活動の後、レコーディング・エンジニアに転身。当時勤務していたスタジオがDRAGONGATEの前身の闘龍門JAPANの興行演出を手掛けていた事から、外注PAスタッフとして闘龍門JAPANのツアーに同行。いち早くプロレス会場の現場にPro Toolsを導入して同団体の音楽を唯一無二のサウンドに導く。
2004年の闘龍門JAPANからDRAGON GATEへの社名変更と共にDRAGON GATE所属へ。2007年には、プロレス業界初となる団体内レコードレーベルDRAGON GATE RECORDSを設立。代表取締役兼プロデューサーに就任。2011年には、DRAGON GATE RECORDSプロデューサーとしてドラゴンゲート選手会と、東日本大震災復興支援チャリティプロジェクト「IN RETURN FOR 1995 FROM KOBE」発足の陣頭指揮をとる。2020年3月、エフエム那覇にて「中澤矢束のOPEN THE MUSIC GATE」放送開始。

## プロデュース&楽曲提供作品
- 「DRAGON STORM」Various Artists

(2005年9月22日 KICS-2464/KING RECORDS)
tr01. SPACE GATE (DRAGON GATE 旧オフィシャルテーマ)　作曲：中澤矢束
tr02. DRAGON STORM (DRAGON GATE 旧オフィシャルテーマ)
作詞：マグナムTOKYO　作曲：中澤矢束　vocal：Aya
tr07. SHINING WAVE (谷嵜なおき旧テーマ)　作曲：中澤矢束
tr11. BLOOD#5 (土井成樹旧テーマ)　作曲：中澤矢束
tr18. フロリダハリケーン (フロリダ・ブラザーズテーマ)
作詞：フロリダ・ブラザーズ　作曲：DJ YATSUKA
tr19. B×B STORY (B×Bハルク旧テーマ)　作曲：中澤矢束
tr20. elegance heart (アンソニー・W・森旧テーマ)　作曲：中澤矢束
- 「1,000,000 dreams」 Blood Hearts　※CIMAとB×Bハルクによるユニット

(2007年3月7日 XQCC-1001/DRAGON GATE RECORDS)
tr01. 1,000,000 dreams　作詞・作曲：中澤矢束
tr03. B×B STORY-Hyper Adist Mix- (B×Bハルク旧テーマ)　作曲：中澤矢束
tr04. B×B STORY-live version- (B×Bハルク旧テーマ)　作曲：中澤矢束
- 「JAM Project BEST COLLECTION V Big Bang」JAM Project

(2007年7月4日 LACA-5650/ランティス)
tr.09 DRAGON STORM 2007-album ver.- (DRAGON GATEオフィシャルテーマ)
作詞・作曲：中澤矢束
- 「DRAGON STORM 2007」JAM Project

(2007年8月8日 LZM-2002/ランティス)
tr01. DRAGON STORM 2007 (DRAGON GATEオフィシャルテーマ)
作詞・作曲：中澤矢束
tr02.SPACE GATE#2　作曲：中澤矢束
tr03.DRAGON STORM 2007-instrument-　作曲：中澤矢束
- 「Trust!」ハヤブサ&ドラゴン・キッド

(2007年11月14日 XQCC-1003/DRAGON GATE RECORDS)
tr03.B面のラブソング-12月の雨に打たれて-　作詞：中澤矢束　作曲：志緒川洋平
tr04.Mother’s Heart　作詞：ドラゴン・キッド　作曲：中澤矢束
tr05.If-Mon. 2 Sun.-　作詞：ドラゴン・キッド　作曲：中澤矢束
tr08.For your All　作詞：ハヤブサ　作曲：中澤矢束
- 「OPEN THE MUSIC GATE」Various Artists

(2008年3月26日 LACA-9110,1/ランティス)
【disc.1】
tr01. DRAGON STORM 2007-instrumental version- (DRAGON GATEオフィシャルテーマ)　作曲：中澤矢束
tr07. elegance heart (アンソニー・W・森旧テーマ)　作曲：中澤矢束
tr09. B×B STORY (B×Bハルク旧テーマ)　作曲：中澤矢束
tr13. 戸澤塾・塾歌-5つの魂編- (戸澤塾テーマ)　作詞：戸澤塾塾生一同　作曲：中澤矢束
tr14. 戸澤塾・塾歌 (戸澤塾テーマ)　作詞：戸澤アキラ　作曲：中澤矢束
tr15. 戸澤塾・塾歌-メタボリック編- (メタボリック☆ブラザーズテーマ)　作詞：カツオ　作曲：中澤矢束
【disc.2】
tr02. BLOOD#5 (土井成樹旧テーマ)　作曲：中澤矢束
tr04. Shout at the Brain (Gammaテーマ)　作詞：中澤矢束　作曲：志緒川洋平
tr10. フロリダ・ハリケーン’07 (スーパー・フロリダブラザーズ旧テーマ)　作詞：スーパー・フロリダブラザーズ　作曲：DJ YATSUKA
tr12. 金色の戦士-しゃちほこマシーンのうた- (しゃちほこマシーンテーマ)　作詞・作曲：中澤矢束
tr14. KZ.TIME (m.c.KZ.テーマ)　作詞：m.c.KZ.　作曲：DJ YATSUKA
tr15. GO! GO! ターボマン (ターボやん&ターボness.テーマ)　作詞・作曲：中澤矢束
tr17. カーテンコール (DRAGON GATEエンディングテーマ)　作詞：中澤矢束　作曲：ハヤブサ
- 「JAM Project BEST COLLECTION VI Get over the Border」JAM Project

(2008年8月6日 LACA-5795/ランティス)
tr09.NEW GENERATION!-KOBE to the WORLD- (DRAGON GATEオフィシャルテーマ)　作詞：中澤矢束　作曲：影山ヒロノブ
- 「MY PYRAMID ep」 ACMA

(2008年12月17日 XQCC-1007/DRAGON GATE RECORDS)
tr05. I AM ON MY WAY　 作詞：石谷光　作曲：中澤矢束
- 「Rebinder」 YO-HEI

(2009年4月22日 XQCC-1009/DRAGON GATE RECORDS)
tr04. Shout at the Brain-Complex Drive Mix-(Gammaテーマリミックス)
作詞：中澤矢束　作曲：志緒川洋平　
- 「シンガーソングレスラー」 ハヤブサ

(2009年5月27日 XQCC-1010/DRAGON GATE RECORDS)
tr22. カーテンコール-demonstration version-　 作詞：中澤矢束　作曲：ハヤブサ
- 「DREAM BELIEVER/girl stuff」 Pixy Chicks　※ホリプロ大阪所属の実はる那,安藤輝子,前川美奈,久保陽香によるユニット

(2009年9月2日 XQCC-1011/DRAGON GATE RECORDS)
tr01. DREAM BELIEVER　 作詞：中澤矢束　作曲：志緒川洋平
tr02. girl stuff　 作詞：Pixy Chicks　作曲：中澤矢束
tr03. elegant heart　 作詞・作曲：中澤矢束
- 「B×B STORY」 B×Bハルク

(2009年12月2日 XQCC-1012/DRAGON GATE RECORDS)
tr01. B×B STORY-smah-H mix-(B×Bハルクテーマ)　 作詞・作曲：中澤矢束　vocal：コダマックス
tr02. B×B STORY-DANCE 2 NITE-(B×Bハルク旧テーマ)　作詞：m.c.KZ.　作曲：中澤矢束　vocal：m.c.KZ. feat.ERINA
tr03. B×B STORY-darkside mix demonstration ver.-(ダークサイド・ハルク旧テーマ)　作詞：m.c.KZ.　作曲：中澤矢束　vocal：m.c.KZ.
tr04. B×B STORY-Hyper Adist mix-(B×Bハルク旧テーマ)　作曲：中澤矢束
tr05. B×B STORY-original standard mix-(B×Bハルク旧テーマ)　作曲：中澤矢束
tr06. B×B STORY-1st edition-(B×Bハルク旧テーマ)　作曲：中澤矢束
- 「OPEN THE MUSIC GATE 2010」Various Artists

(2010年7月7日 XQCC-1015,6,7/DRAGON GATE RECORDS)
【disc.1】
tr01. SPACE GATE (DRAGON GATEオフィシャルテーマ)　作曲：中澤矢束
tr02. DRAGON STORM 2007 (DRAGON GATEオフィシャルテーマ)　作詞・作曲：中澤矢束　vocal：JAM Project
tr03. LIGHT UP!! (DRAGON GATE試合開始アタック音)　作曲：中澤矢束
tr05. MUSCULAR COUNTDOWN (土井成樹テーマ)　作詞：石谷光　作曲：中澤矢束, 石谷光
tr07. SPEED MUSCLE (土井吉テーマ)　作詞・作曲：中澤矢束, 石谷光, 戸谷勉
tr08. B×B STORY-smash-H mix-(B×Bハルクテーマ)　 作詞・作曲：中澤矢束　vocal：コダマックス
tr09. B×B STORY-darksaide mix-(ダークサイド・ハルクテーマ)　作詞・作曲：中澤矢束　vocal：コダマックス
tr10. B×B STORY-standard mix-(B×Bハルク旧テーマ)　作曲：中澤矢束
tr11. SHINING WAVE-カサノヴァボンバーファイヤー-(谷嵜なおきテーマ)　作詞：INO HEAD PARK　作曲：中澤矢束
tr13. live my dreams(琴香テーマ)　作詞：中澤矢束　作曲：村田雅和
【disc.2】
tr03. Shout at the Brain (Gammaテーマ)　作詞：中澤矢束　作曲：志緒川洋平　performed by YO-HEI feat.Aki
tr04. Shout at the Brain-ガンマ大王ver.-(ガンマ大王テーマ)　作詞：中澤矢束　作曲：志緒川洋平　performed by YO-HEI feat.Aki
tr17. NEW GENERATION!-KOBE to the WORLD- (DRAGON GATEオフィシャルテーマ)　作詞：中澤矢束　作曲：影山ヒロノブ　vocal：JAM Project
【disc.3】
tr05. elegant heart (アンソニー・W・森テーマ)　作詞・作曲：中澤矢束　voval：Pixy Chicks
tr08. スーパーフロリダハリケーン (スーパー・フロリダブラザーズテーマ)　作詞：スーパー・フロリダブラザーズ　作曲：中澤矢束
tr09. 金色の戦士-しゃちほこマシーンのうた- (しゃちほこマシーンテーマ)　作詞・作曲：中澤矢束　voval：古賀シュウ
tr11. 走れ! ケイリンマン (ケイリンマンテーマ)　作詞・作曲：中澤矢束　voval：山内卓也
tr12. GO! GO! ターボマン (ターボやん&ターボness.テーマ)　作詞・作曲：中澤矢束
tr16. DRAGON STORM 2007-instrumental version- (DRAGON GATEオフィシャルテーマ)　作曲：中澤矢束
tr17. カーテンコール (DRAGON GATEエンディングテーマ)　作詞：中澤矢束　作曲：ハヤブサ
- 「願い星〜SSS〜スモールスターズソング」 ドラゴンゲートオールスターズ

(2010年7月21日 XQCC-1018/DRAGON GATE RECORDS)
【disc.1】
tr01. 願い星〜SSS〜スモールスターズソング (DRAGON GATEオフィシャル応援テーマ)　作詞：326　作曲：中澤矢束　vocal：ドラゴンゲートオールスターズ
tr02. 願い星〜SSS〜スモールスターズソング-カラオケ-　作曲：中澤矢束
- 「OPEN THE MUSIC GATE -BOOTLEG DISC-」Various Artists

(2010年12月22日 XQCC-1022/DRAGON GATE RECORDS)
tr12. それゆけ! アイパーズ (アイパーズテーマ)　作詞：アイパーズ　作曲：中澤矢束
tr13. I♡DoFIXER (DoFIXERテーマ)　作詞：マグナムTOKYO　作曲：中澤矢束
tr14. B×B STORY -1st edition- (B×Bハルク旧テーマ)　作曲：中澤矢束
tr15. elegant heart -1st edition-(アンソニー・W・森旧テーマ)　作曲：中澤矢束
- 「elegant heart」 Pixy Chicks

(2011年4月27日 XQCC-1024/DRAGON GATE RECORDS)
tr01. elegant heart　作詞・作曲：中澤矢束
tr02. elegant heart (instrumental)　作曲：中澤矢束
- 「Trinote」 Trinote

(2011年12月28日 XQCC-1027/DRAGON GATE RECORDS)
tr04. live my dreams　作詞：中澤矢束　作曲：村田雅和
- 「OPEN THE MUSIC GATE 2012」Various Artists

(2012年1月19日 PCCR-90052/DRAGON GATE RECORDS)
【disc.1】
tr05. MUSCULAR COUNTDOWN (土井成樹テーマ)　作詞：石谷光　作曲：中澤矢束, 石谷光
tr06. B×B STORY -DEATH DANCE POISON- (B×Bハルクテーマ)　作詞：Kzy　作曲：中澤矢束, 志緒川洋平
tr11. SHINING WAVE-カサノヴァボンバーファイヤー-(谷嵜なおきテーマ)　作詞：INO HEAD PARK　作曲：中澤矢束
【disc.2】
tr01. United Arrows (JUNCTION THREEテーマ)　作詞：中澤矢束　作曲：志緒川洋平　performed by MEIRA
tr04. Shout at the Brain (Gammaテーマ)　作詞：中澤矢束　作曲：志緒川洋平　performed by YO-HEI feat.Aki
【disc.3】
tr01. SPACE GATE (DRAGON GATEオフィシャルテーマ)　作曲：中澤矢束
tr02. DRAGON STORM 2007 (DRAGON GATEオフィシャルテーマ)　作詞・作曲：中澤矢束　vocal：JAM Project
tr03. LIGHT UP!! (DRAGON GATE試合開始アタック音)　作曲：中澤矢束
tr09. live my dreams(琴香テーマ)　作詞：中澤矢束　作曲：村田雅和
tr13. 金色の戦士-しゃちほこマシーンのうた- (しゃちほこマシーンテーマ)　作詞・作曲：中澤矢束　voval：古賀シュウ
tr14. スーパーフロリダハリケーン (スーパー・フロリダブラザーズテーマ)　作詞：スーパー・フロリダブラザーズ　作曲：中澤矢束
tr15. 走れ! ケイリンマン (ケイリンマンテーマ)　作詞・作曲：中澤矢束　voval：山内卓也
tr18. NEW GENERATION!-KOBE to the WORLD- (DRAGON GATEオフィシャルテーマ)　作詞：中澤矢束　作曲：影山ヒロノブ　vocal：JAM Project
tr19. DRAGON STORM 2007-instrumental version- (DRAGON GATEオフィシャルテーマ)　作曲：中澤矢束
tr20. カーテンコール (DRAGON GATEエンディングテーマ)　作詞：中澤矢束　作曲：ハヤブサ
- 「OPEN THE MUSIC GATE 2012 改」Various Artists

(2012年7月18日 PCCR-90057/DRAGON GATE RECORDS)
tr01. LONG ROAD (帰ってきたベテラン軍テーマ)　作曲：中澤矢束
tr02. 地味にサティスファクション!(ジミーズテーマ)　作詞：中澤矢束　作曲：ミック入来　vocal：ミック入来
tr04. Rining Sun (暁-akatsuki-テーマ)　作詞：中澤矢束　作曲：志緒川洋平　performed by YO-HEI feat.MEIRA
- 「OPEN THE MUSIC GATE 2013」Various Artists

(2013年7月17日 PCCR-90062/DRAGON GATE RECORDS)
【disc.1】
tr01. SPACE GATE (DRAGON GATEオフィシャルテーマ)　作曲：中澤矢束
tr02. DRAGON STORM 2007 (DRAGON GATEオフィシャルテーマ)　作詞・作曲：中澤矢束　vocal：JAM Project
tr03. LIGHT UP!! (DRAGON GATE試合開始アタック音)　作曲：中澤矢束
tr04. LONG ROAD (帰ってきたベテラン軍テーマ)　作曲：中澤矢束
tr08. Shout at the Brain (Gammaテーマ)　作詞：中澤矢束　作曲：志緒川洋平　performed by YO-HEI feat.Aki
tr13. B×B STORY -DEATH DANCE POISON- (B×Bハルクテーマ)　作詞：Kzy　作曲：中澤矢束, 志緒川洋平
【disc.2】
tr01. NEW GENERATION!-KOBE to the WORLD- (DRAGON GATEオフィシャルテーマ)　作詞：中澤矢束　作曲：影山ヒロノブ　vocal：JAM Project
tr03. MUSCULAR COUNTDOWN (土井成樹テーマ)　作詞：石谷光　作曲：中澤矢束, 石谷光
tr08. 地味にサティスファクション! (ジミーズテーマ)　作詞：中澤矢束　作曲：ミック入来　vocal：ミック入来
tr14. SHINING WAVE-カサノヴァボンバーファイヤー-(Mr.キューキュー“谷嵜なおき”豊中ドルフィンテーマ)　作詞：INO HEAD PARK　作曲：中澤矢束
tr15. Rining Sun (暁-akatsuki-テーマ)　作詞：中澤矢束　作曲：志緒川洋平　performed by YO-HEI feat.MEIRA
tr18. HOT OCEAN (富永千浩テーマ)　作曲：中澤矢束
【disc.3】
tr01. DRAGON STORM 2007-instrumental version- (DRAGON GATEオフィシャルテーマ)　作曲：中澤矢束
tr05. live my dreams(琴香テーマ)　作詞：中澤矢束　作曲：村田雅和
tr07. Downtown Taste Blues(リョーツ清水テーマ)　作詞：中澤矢束　作曲：志緒川洋平　voval：古賀シュウ
tr09. 金色の戦士-しゃちほこマシーンのうた- (しゃちほこマシーンテーマ)　作詞・作曲：中澤矢束　voval：古賀シュウ
tr10. ひとりフロリダハリケーン(ジョンソン・フロリダ)　voval：ジョンソン・フロリダ
tr11. 走れ! ケイリンマン (ケイリンマンテーマ)　作詞・作曲：中澤矢束　voval：山内卓也
tr16. カーテンコール (DRAGON GATEエンディングテーマ)　作詞：中澤矢束　作曲：ハヤブサ
- 2013年7月1日O.A.今夜はアリエナイト（フジテレビ）

い・け・な・い セバスチャン　作詞：安部裕之　作曲：中澤矢束　vocal：赤執事 青執事 黄執事
- 「ハヤブサの唄 壱」 ハヤブサ

(2013年8月7日 XQCC-1028/DRAGON GATE RECORDS)
tr05. カーテンコール　作詞：中澤矢束　作曲：ハヤブサ
- 2013年12月1日O.A.　今夜はアリエナイト（フジテレビ）

ドクロがオレたちのドレスコード　作詞：安部裕之　作曲：中澤矢束　vocal：怒苦露組
- 「OPEN THE MUSIC GATE 2013 改」Various Artists

(2013年12月18日 PCCR-90066/DRAGON GATE RECORDS)
tr01. BE MY FRIENDS(MONSTER EXPRESSテーマ)　作詞・作曲：中澤矢束　vocal：怒苦露組
tr02. right here, right now!(ミレニアルズテーマ)　作詞：中澤矢束　作曲：志緒川洋平
tr03. 運命〜LONG ROAD(オレたちベテラン軍テーマ)　作曲：中澤矢束
tr05. 地味にサティスファクション!(ジミーズテーマ)　作詞：中澤矢束　作曲：ミック入来　vocal：ミック入来
- 「OPEN THE MUSIC GATE Millennial Impact!!」Various Artists

(2014年6月18日 PCCR-90068/DRAGON GATE RECORDS)
tr01. right here, right now!(ミレニアルズテーマ)　作詞：中澤矢束　作曲：志緒川洋平
tr02. aurora(T-Hawkテーマ)　作詞：中澤矢束　作曲：志緒川洋平　vocal：el’z
tr03. Overdrive the Mirage(Eita テーマ)　作詞：中澤矢束　作曲：志緒川洋平　vocal：SOYOKAZE
tr04. サンタマリア・ウォーク(ヨースケ♡サンタマリア テーマ)　作詞：中澤矢束　作曲：志緒川洋平　vocal：YURI KOMURO
tr05. 1993(U-T テーマ)　作詞：中澤矢束　作曲：志緒川洋平　vocal：美勇士
- 2014年7月1日O.A.　DRAGON GATE 〜無限大infinity〜（CS放送GAORA）

OPEN THE DREAM GATE (オフィシャルテーマ)
作詞：中澤矢束　作曲・歌：DIAMOND☆YUKAI
- 「OPEN THE MUSIC GATE 2014」Various Artists

(2014年8月6日 PCCR-90070/DRAGON GATE RECORDS)
【disc.1】
tr01. SPACE GATE (DRAGON GATEオフィシャルテーマ)　作曲：中澤矢束
tr02. DRAGON STORM 2007 (DRAGON GATEオフィシャルテーマ)　作詞・作曲：中澤矢束　vocal：JAM Project
tr03. LIGHT UP!! (DRAGON GATE試合開始アタック音)　作曲：中澤矢束
tr04. 地味にサティスファクション! (ジミーズテーマ)　作詞：中澤矢束　作曲：ミック入来　vocal：ミック入来
tr10. SHINING WAVE-カサノヴァボンバーファイヤー-(Mr.キューキュー“谷嵜なおき”豊中ドルフィンテーマ)　作詞：INO HEAD PARK　作曲：中澤矢束
tr13. MUSCULAR COUNTDOWN-do what you want- (土井成樹テーマ)　作詞：石谷光　作曲：中澤矢束, 石谷光
tr17. HOT OCEAN (パンチ富永テーマ)　作曲：中澤矢束
【disc.2】
tr01. DRAGON STORM 2007-instrumental version- (DRAGON GATEオフィシャルテーマ)　作曲：中澤矢束
tr02. 運命〜LONG ROAD (オレたちベテラン軍テーマ)　作曲：中澤矢束
tr06. Shout at the Brain (Gammaテーマ)　作詞：中澤矢束　作曲：志緒川洋平
tr13. right here, right now！(ミレニアルズテーマ)　作詞：中澤矢束　作曲：志緒川洋平
tr14. aurora(T-Hawkテーマ)　作詞：中澤矢束　作曲：志緒川洋平　vocal：el’z
tr15. Overdrive the Mirage(Eita テーマ)　作詞：中澤矢束　作曲：志緒川洋平　vocal：SOYOKAZE
tr16. サンタマリア・ウォーク(ヨースケ♡サンタマリア テーマ)　作詞：中澤矢束　作曲：志緒川洋平　vocal：YURI KOMURO
tr17. 1993(U-T テーマ)　作詞：中澤矢束　作曲：志緒川洋平　vocal：美勇士
tr18. FLAM FLY(フラミータテーマ)　作詞：中澤矢束　作曲：志緒川洋平　vocal：HIKARI
【disc.3】
tr01. BE MY FRIENDS(MONSTER EXPRESSテーマ)　作詞・作曲：中澤矢束　vocal：怒苦露組
tr07. B×B STORY #011(B×Bハルクテーマ)　作詞：MAD　作曲：中澤矢束, 志緒川洋平　rap：MAD
tr08. B×B STORY-standard mix-(B×Bハルクテーマ)　　作曲：中澤矢束
tr09. Downtown Taste Blues(リョーツ清水テーマ)　作詞：中澤矢束　作曲：志緒川洋平　voval：古賀シュウ
tr10. live my dreams(琴香テーマ)　作詞：中澤矢束　作曲：村田雅和　voval：村田雅和
tr13. カーテンコール (DRAGON GATEエンディングテーマ)　作詞：中澤矢束　作曲：ハヤブサ　voval：ハヤブサ
- 「OPEN THE MUSIC GATE “Unit History disc 1999-2014”」Various Artists

(2014年09月17日 PCCR-90071/DRAGON GATE RECORDS)
【disc.1】
tr03. I♡DoFIXER(DoFIXERテーマ)　作詞：マグナムTOKYO　作曲：中澤矢束
tr04. フロリダハリケーン(フロリダ・ブラザーズテーマ)　作詞：フロリダ・ブラザーズ　作曲：中澤矢束
tr07. それゆけ!アイパーズ(アイパーズテーマ)　作詞：アイパーズ　作曲：中澤矢束
tr10. フロリダハリケーン’07(スーパー・フロリダブラザーズテーマ)　作詞：スーパー・フロリダブラザーズ　作曲：DJ YATSUKA
tr11. 戸澤塾・塾歌 -5つの魂編-(戸澤塾テーマ)　作詞：戸澤塾・塾生一同　作曲：中澤矢束
tr12. 戸澤塾・塾歌 -メタボリック編-(メタボリック☆ブラザーズテーマ)　作詞：カツオ　作曲：中澤矢束
【disc.2】
tr07. United Arrows(JUNCTION THREEテーマ)　作詞：中澤矢束　作曲：志緒川洋平
tr08. 地味にサティスファクション!(ジミーズテーマ)　作詞：中澤矢束　作曲&歌唱：ミック入来
tr09. LONG ROAD(帰ってきたベテラン軍テーマ)　作曲：中澤矢束
tr12. RISING SUN(暁-akatsuki-テーマ)　作詞：中澤矢束　作曲：志緒川洋平　performed by YO-HEI feat.MEIRA
tr13. 運命～LONG ROAD(オレたちベテラン軍テーマ)　作曲：中澤矢束
tr14. right here, right now!(ミレニアルズテーマ)　作詞：中澤矢束　作曲：志緒川洋平
tr15. BE MY FRIENDS(MONSTER EXPRESSテーマ)　作詞・作曲：中澤矢束　vocal：怒苦露組
- 「DIAMOND DUST.ep」※会場限定販売

(2014年12月6日 DGRN-0021/DRAGON GATE RECORDS)
tr01. Diamond Dust (Dia.HEARTSテーマ)　作詞：中澤矢束　作曲：志緒川洋平
- 「OPEN THE MUSIC GATE Dia.HEARTS disc」Various Artists

(2015年4月24日 PCCR-90074/DRAGON GATE RECORDS)
tr01. Diamond Dust (Dia.HEARTS テーマ)　作詞：中澤矢束　作曲：志緒川洋平
tr02. B×B STORY #011 (B×Bハルクテーマ)　作詞&rap：MAD　作曲：中澤矢束, 志緒川洋平
- 「Millennials 2015」Various Artists ※タワーレコード限定販売

(2015年7月7日 DGTR-1001/DRAGON GATE RECORDS)
tr01. right here, right now!／青木コータ (ミレニアルズ テーマ)　作詞：中澤矢束　作曲：志緒川洋平
tr02. aurora／el’z (T-Hawk テーマ)　作詞：中澤矢束　作曲：志緒川洋平
tr03. Overdrive the Mirage／SOYOKAZE (Eita テーマ)　作詞：中澤矢束　作曲：志緒川洋平
tr04. FLAM FLY／HIKARI［ACMA］(フラミータ テーマ)　作詞：中澤矢束　作曲：志緒川洋平
tr05. サンタマリア・ウォーク／小室友里 (ヨースケ♡サンタマリア テーマ)　作詞：中澤矢束　作曲：志緒川洋平
tr06. live my dreams 〜millennial Mix〜／村田雅和［TRINOTE］(Kotoka テーマ)　作詞：中澤矢束　作曲：村田雅和
tr07. L・I・N・D・A／Sammy［BILLY AND THE SLUTS］(エル・リンダマン テーマ)　作詞：中澤矢束　作曲：志緒川洋平
tr08. 1993／美勇士[トライポリズム] (U-T テーマ)　作詞：中澤矢束　作曲：志緒川洋平
tr10. right here, right now！〜english lyrics〜／青木コータ (ミレニアルズ テーマ　作詞：中澤矢束, 石谷光　作曲：志緒川洋平
- 「OPEN THE MUSIC GATE 2015」Various Artists

(2015年8月19日 PCCR-90075/DRAGON GATE RECORDS)
【disc.1】
tr01. SPACE GATE (DRAGON GATEオフィシャルテーマ)　作曲：中澤矢束
tr02. DRAGON STORM 2007 (DRAGON GATEオフィシャルテーマ)　作詞・作曲：中澤矢束　vocal：JAM Project
tr03. LIGHT UP!! (DRAGON GATE試合開始アタック音)　作曲：中澤矢束
tr04. Diamond Dust (Dia.HEARTSテーマ)　作詞：中澤矢束　作曲：志緒川洋平　唄：中澤矢束
tr05. B×B STORY #011 (B×Bハルクテーマ)　作詞&rap：MAD　作曲：中澤矢束, 志緒川洋平
tr10. 地味にサティスファクション!(ジミーズテーマ)　作詞：中澤矢束　作曲&唄：ミック入来
tr16. SHINING WAVE-カサノヴァボンバーファイヤー-(Mr.キューキュー“谷嵜なおき”豊中ドルフィンテーマ)　作詞：INO HEAD PARK　作曲：中澤矢束
tr17. DRAGON STORM 2007-instrumental version- (DRAGON GATEオフィシャルテーマ)　作曲：中澤矢束
【disc.2】
tr01. OPEN THE DREAM GATE (オフィシャルテーマ)　作詞：中澤矢束　作曲&唄：DIAMOND☆YUKAI
tr02. right here, right now!／青木コータ (ミレニアルズ テーマ)　作詞：中澤矢束　作曲：志緒川洋平
tr03. aurora／el’z (T-Hawk テーマ)　作詞：中澤矢束　作曲：志緒川洋平
tr04. Overdrive the Mirage／SOYOKAZE (Eita テーマ)　作詞：中澤矢束　作曲：志緒川洋平
tr05. FLAM FLY／HIKARI［ACMA］(フラミータ テーマ)　作詞：中澤矢束　作曲：志緒川洋平
tr06. サンタマリア・ウォーク／小室友里 (ヨースケ♡サンタマリア テーマ)　作詞：中澤矢束　作曲：志緒川洋平
tr07. live my dreams 〜millennial Mix〜／村田雅和［TRINOTE］(Kotoka テーマ)　作詞：中澤矢束　作曲：村田雅和
tr08. L・I・N・D・A／Sammy［BILLY AND THE SLUTS］(エル・リンダマン テーマ)　作詞：中澤矢束　作曲：志緒川洋平
tr09. 1993／美勇士[トライポリズム] (U-T テーマ)　作詞：中澤矢束　作曲：志緒川洋平
tr12. MUSCULAR COUNTDOWN-do what you want- (土井成樹テーマ)　作詞：石谷光　作曲：中澤矢束, 石谷光
tr16. HOT OCEAN (パンチ富永テーマ)　作曲：中澤矢束
tr17. DRAGON STORM 2007 〜symphonic dance version〜 (DRAGON GATEオフィシャルテーマ)　作曲：中澤矢束
【disc.3】
tr01. 願い星〜SSS〜スモールスターズソング (DRAGON GATEオフィシャル応援テーマ)　作詞：326　作曲：中澤矢束　vocal：ドラゴンゲートオールスターズ
tr02. BE MY FRIENDS(MONSTER EXPRESSテーマ)　作詞・作曲：中澤矢束　vocal：怒苦露組
tr08. LONG ROAD(旧ベテラン軍テーマ)　作曲：中澤矢束
tr11. Shout at the Brain (Gammaテーマ)　作詞：中澤矢束　作曲：志緒川洋平
tr17. 走れ! ケイリンマン (ケイリンマンテーマ)　作詞・作曲：中澤矢束　voval：山内卓也
tr19. カーテンコール (DRAGON GATEエンディングテーマ)　作詞：中澤矢束　作曲：ハヤブサ　vocal：ハヤブサ
- 「DRAGON GATE 2016」Various Artists

(2016年7月15日 DGCK-1001/DRAGON GATE RECORDS)
tr01. SPACE GATE 2016 (DRAGON GATEオフィシャルテーマ)　作曲：中澤矢束
tr02. DRAGON STORM 2007 (DRAGON GATEオフィシャルテーマ)　作詞・作曲：中澤矢束　唄：JAM Project
tr03. DRAGON STORM 2007-instrumental version- (DRAGON GATEオフィシャルテーマ)　作曲：中澤矢束
tr04. OPEN THE DREAM GATE (オフィシャルテーマ)　作詞：中澤矢束　作曲&唄：DIAMOND☆YUKAI
tr05. 地味にサティスファクション！ (ジミーズテーマ)　作詞：中澤矢束　作曲&唄：ミック入来
tr06. BE MY FRIENDS (MONSTER EXPRESSテーマ)　作詞・作曲：中澤矢束　唄：青木コータ
tr08. 7 Seas World (OVER GENERATION テーマ)　作詞・作曲・唄：中澤矢束
tr09. BLOW’EM AWAY (TRIBE VANGUARD テーマ) 作詞・唄：Jon Underdown　作曲：中澤矢束
tr10. カーテンコール (DRAGON GATEエンディングテーマ)　作詞：中澤矢束　作曲・唄：ハヤブサ
- 「DRAGON GATE 2017」Various Artists

(2017年7月26日 DGTR-1011/DRAGON GATE RECORDS)
tr01. SPACE GATE 2017 (DRAGON GATEオフィシャルテーマ)　作曲：中澤矢束
tr02. DRAGON STORM 2007 (DRAGON GATEオフィシャルテーマ)　作詞・作曲：中澤矢束　唄：JAM Project
tr03. DRAGON STORM 2007-instrumental version- (DRAGON GATEオフィシャルテーマ)　作曲：中澤矢束
tr04. OPEN THE DREAM GATE (オフィシャルテーマ)　作詞：中澤矢束　作曲&唄：DIAMOND☆YUKAI
tr05. 地味にサティスファクション！ (ジミーズテーマ)　作詞：中澤矢束　作曲&唄：ミック入来
tr07. 7 Seas World (OVER GENERATION テーマ)　作詞・作曲・唄：中澤矢束
tr08.BLOW’EM AWAY (TRIBE VANGUARD テーマ) 作詞・唄：Jon Underdown　作曲：中澤矢束
tr10. カーテンコール (DRAGON GATEエンディングテーマ)　作詞：中澤矢束　作曲・唄：ハヤブサ
- 「MaxiMuM 2018」Various Artists

(2018年3月7日 DGTR-1014/DRAGON GATE RECORDS)
tr02. MUSCULAR COUNTDOWN (土井成樹テーマ)　作詞：石谷光　作曲：中澤矢束, 石谷光
tr04. live my dreams (Kotoka テーマ)　作詞：中澤矢束　作曲：村田雅和
tr06. Oriental Weapon (Ben-K テーマ) 作詞・唄：板谷祐　作曲：中澤矢束
- 「DRAGON GATE 2018」Various Artists

(2018年5月30日 DGTR-1015/DRAGON GATE RECORDS)
tr01. SPACE GATE 2018 (DRAGON GATEオフィシャルテーマ)　作曲：中澤矢束
tr02. DRAGON STORM 2007 (DRAGON GATEオフィシャルテーマ)　作詞・作曲：中澤矢束　唄：JAM Project
tr03. DRAGON STORM 2007-instrumental version- (DRAGON GATEオフィシャルテーマ)　作曲：中澤矢束
tr04. OPEN THE DREAM GATE (オフィシャルテーマ)　作詞：中澤矢束　作曲&唄：DIAMOND☆YUKAI
tr05. 7 Seas World (OVER GENERATION テーマ)　作詞・作曲・唄：中澤矢束
tr06. BLOW’EM AWAY (TRIBE VANGUARD テーマ) 作詞・唄：Jon Underdown　作曲：中澤矢束
tr09. PARTY ANTHEM (NATURAL VIBES テーマ) 作詞・唄：Kzy, “brother”YASSHI, 本城未沙子　作曲：中澤矢束, 志緒川洋平
- 「Over Generation 2018」Various Artists

(2018年6月27日 DGTR-1016/DRAGON GATE RECORDS)
tr01. 7 Seas World (OVER GENERATION テーマ)　作詞・作曲・唄：中澤矢束
tr04. Shout at the Brain (Gammaテーマ)　作詞：中澤矢束　作曲：志緒川洋平
- 「ANTIAS 2018」Various Artists

(2018年6月27日 DGTR-1017/DRAGON GATE RECORDS)
tr02. aurora (T-Hawk テーマ)　作詞：中澤矢束　作曲：志緒川洋平
tr03. Overdrive the Mirage -english lyrics- (Eita テーマ)　英詞・唄：ピート・クラッセン　作詞：中澤矢束　作曲：志緒川洋平
- 「OPEN THE MUSIC GATE Unit History disc 1999-2019」Various Artists

(2019年3月27日 DGTR-1021/DRAGON GATE RECORDS)
【disc.1】
tr02. PARTY ANTHEM (NATURAL VIBES テーマ) 作詞・唄：Kzy, “brother”YASSHI, 本城未沙子　作曲：中澤矢束, 志緒川洋平
tr04. BLOW’EM AWAY (TRIBE VANGUARD テーマ) 作詞・唄：Jon Underdown　作曲：中澤矢束
tr06. 7 Seas World (OVER GENERATION テーマ)　作詞・作曲・唄：中澤矢束
tr08. Diamond Dust (Dia.HEARTS テーマ)　作詞：中澤矢束　作曲：志緒川洋平
tr09. BE MY FRIENDS (MONSTER EXPRESS テーマ)　作詞・作曲：中澤矢束　唄：青木コータ
tr10. right here, right now!(ミレニアルズ テーマ)　作詞：中澤矢束　作曲：志緒川洋平
tr11. right here, right now! -english lyrics- (ミレニアルズ テーマ)　作詞：中澤矢束　英詞：石谷光　作曲：志緒川洋平
tr12. 運命～LONG ROAD (オレたちベテラン軍テーマ)　作曲：中澤矢束
tr13. RISING SUN (暁-akatsuki-テーマ)　作詞：中澤矢束　作曲：志緒川洋平
【disc.2】
tr02. LONG ROAD (帰ってきたベテラン軍 テーマ)　作曲：中澤矢束
tr03. 地味にサティスファクション!(ジミーズ テーマ)　作詞：中澤矢束　作曲&唄：ミック入来
tr04. 地味にサティスファクション! -english lyrics- (ジミーズ テーマ)　作詞：中澤矢束　作曲：ミック入来　英詞&唄：ジリ・ヴァンソン
tr05. 地味にサティスファクション! -スモーズ version- (スモーズ テーマ)　作詞：中澤矢束　作曲：ミック入来　唄：堀口元気
tr06. United Arrows (JUNCTION THREE テーマ)　作詞：中澤矢束　作曲：志緒川洋平
【disc.3】
tr03. 戸澤塾・塾歌 -5つの魂編- (戸澤塾 テーマ)　作詞：戸澤塾・塾生一同　作曲：中澤矢束
tr04. 戸澤塾・塾歌 -メタボリック編- (メタボリック☆ブラザーズ テーマ)　作詞：カツオ　作曲：中澤矢束
tr06. フロリダ・ハリケーン’07 (スーパー・フロリダブラザーズ テーマ)　作詞：スーパー・フロリダブラザーズ　作曲：DJ YATSUKA(中澤矢束)
tr08. それゆけ! アイパーズ (アイパーズ テーマ)　作詞：アイパーズ　作曲：中澤矢束
tr11. フロリダハリケーン (フロリダ・ブラザーズ テーマ)　作詞：フロリダ・ブラザーズ　作曲：DJ YATSUKA(中澤矢束)
tr12. I♡DoFIXER(DoFIXERテーマ)　作詞：マグナムTOKYO　作曲：中澤矢束
- 「DRAGON STORM 2019 .EP」Various Artists

(2019年5月15日 DGTR-1022/DRAGON GATE RECORDS)
tr01. DRAGON STORM 2019　作詞&唄：森重樹一 from ZIGGY　作曲：中澤矢束
tr02. SPACE GATE 2019　作曲：中澤矢束　編曲：マコト (ドラムンベース)
- 「望月道場 2019」Various Artists

(2019年5月15日 DGTR-1023/DRAGON GATE RECORDS)
tr02. FLY OVER THE SKY (シュン・スカイウォーカー テーマ) 作詞・唄：緒方豊和　作曲：中澤矢束
- 「TRIBE VANGURARD 2019」Various Artists

(2019年7月21日 DG20-01/DRAGON GATE RECORDS)
tr01. BLOW’EM AWAY (TRIBE VANGUARD テーマ) 作詞・唄：Jon Underdown　作曲：中澤矢束
tr03. B×B STORY 2019/Be-B (B×Bハルク テーマ)
tr04. DARKSIDE B×B STORY/(ダークサイド・ハルク テーマ) 作詞・唄：KAN∀BUN(W.A.R.P.) 作曲：中澤矢束, 志緒川洋平
tr06. サンタマリア・ウォーク／小室友里 (ヨースケ♡サンタマリア テーマ)　作詞：中澤矢束　作曲：志緒川洋平
tr07. 1993／美勇士[トライポリズム] (U-T テーマ)　作詞：中澤矢束　作曲：志緒川洋平
tr08. FLAM FLY／HIKARI［ACMA］(フラミータ テーマ)　作詞：中澤矢束　作曲：志緒川洋平
- 「MaxiMuM 2019」Various Artists

(2019年7月21日 DG20-02/DRAGON GATE RECORDS)
tr03. MUSCULAR COUNTDOWN (土井成樹テーマ)　作詞：石谷光　作曲：中澤矢束, 石谷光
- 「NATURAL VIBES 2019」Various Artists

(2019年7月21日 DG20-03/DRAGON GATE RECORDS)
tr03. PARTY ANTHEM (NATURAL VIBES テーマ) 作詞・唄：Kzy, “brother”YASSHI, 本城未沙子　作曲：中澤矢束, 志緒川洋平
tr06. HOT OCEAN (パンチ富永テーマ)　作曲：中澤矢束
- 「R・E・D 2019」Various Artists

(2019年7月21日 DG20-04/DRAGON GATE RECORDS)
tr02. Overdrive the Mirage -english lyrics- (Eita テーマ)　英詞・唄：ピート・クラッセン　作詞：中澤矢束　作曲：志緒川洋平
- 「Ben-K&シュン・スカイウォーカー 2019」Various Artists

(2019年7月21日 DG20-05/DRAGON GATE RECORDS)
tr01. Oriental Weapon -big match version- (Ben-K テーマ) 作詞・唄：板谷祐　作曲：中澤矢束
tr02. FLY OVER THE SKY (シュン・スカイウォーカー テーマ) 作詞・唄：緒方豊和　作曲：中澤矢束
- 「YUKAI BOX～30th Anniversary」DIAMOND☆YUKAI

(2020年9月23日 WQZQ-7784/WARNER MUSIC JAPAN)
【disc.3】
tr11. OPEN THE DREAM GATE 作詞：中澤矢束　作曲&唄：DIAMOND☆YUKAI
tr12. 俺たちのドラゴンゲート　作詞&唄：DIAMOND☆YUKAI　作曲：中澤矢束
- GURUKUN DRIVE(グルクンマスクテーマ)

(2022年5月12日 ※デジタルシングル)
作詞・作曲：中澤矢束　vocal：きいやま商店
- GO!GO!ソーキランド(ウルトラソーキテーマ)

(2022年12月16日 ※デジタルシングル)
作詞・作曲：中澤矢束　vocal：嫁ニー
- 琉球HERO(ティーラン獅沙テーマ)

(2024年4月25日 ※デジタルシングル)
作詞&唄：伊禮俊一　作曲：中澤矢束
- GALAXY SOLDIER(オリオン テーマ)

(2024年4月26日 ※デジタルシングル)
作詞&唄：KYOKO　作曲：中澤矢束
- HOT OCEAN(沖縄mix)(モズク富永テーマ)

(2024年4月27日 ※デジタルシングル)
作詞&作曲：中澤矢束
- INFINTY CARAT DIAMOND(ドラゴン・ダイヤテーマ)

(2024年5月12日 ※デジタルシングル)
作詞&唄：KYOKO　作曲：中澤矢束

## その他
- オーストラリアのギターブランド「コールクラーク」とエンドース契約を結んでいる。
- 矢口壹琅とウクレレユニット・二本の矢を結成。ライブ活動を行っている。

## WEB
- 30年ぶりにリリースされたプロレステーマ曲集レコード。 “新世紀プロレス”と称されるプロレス団体DRAGONGATEとは?
- 【USBマイク・レビュー】DRAGONGATEプロレスの「中澤矢束」さんに、AKG「Ara-Y3」を使用した感想をお聞きしました。
- 【プロレス陰謀】業界を変えた仕掛人が気付いた盲点- DRAGONGATE 中澤 矢束- 前編-
- 【業界初】レーベルを作った男- 中澤 矢束- 後編-
- [https://www.youtube.com/watch?v=zO0nQ6A8VUg 【JBL PAシステム「IRX-Y3 Series」商品レビュー】DRAGONGATEサウンドプロデュー

サー「中澤 矢束」さんも絶賛。プロの現場でも活躍する「IRX-Y3 Series」の実力とは？]